# Crateva greveana
Crateva greveana är en kaprisväxtart som beskrevs av Henri Ernest Baillon. Crateva greveana ingår i släktet Crateva, och familjen kaprisväxter. Inga underarter finns listade i Catalogue of Life.